# Žarko Olarević
Žarko Olarević (cyr. Жapкo Oлapeвић, ur. 28 lipca 1950 roku) – serbski piłkarz grający na pozycji napastnika oraz trener piłkarski.

## Kariera szkoleniowa

### Lata 80. i 90.: we Francji i Jugosławii
Po zakończeniu kariery piłkarskiej został tymczasowym trenerem Olympique Marsylia: pracował w nim cztery dni i zdążył rozegrać jeden mecz, zwycięski 3:1 z AS Monaco. Mimo to w Olympique został na kolejne trzy lata. Najpierw był asystentem swojego następcy, Pierre’a Cahuzaca, a w sezonie 1985–1986 prowadził ten klub samodzielnie. Zajął z nim piętnaste miejsce w tabeli i awansował do finału Pucharu Francji, w którym Olympique uległo po dogrywce 1:2 Girondins Bordeaux. Po zakończeniu tych rozgrywek nowym właścicielem klubu został Bernard Tapie, który na stanowisku pierwszego trenera zatrudnił Gerarda Banide'a. Olarević przez rok pomagał mu jako asystent, ale później zdecydował się na odejście z klubu.
Powrócił do rodzinnego Belgradu. Pod koniec lat 90. pracował w lidze jugosłowiańskiej. Prowadzony przez niego w sezonie 1999–2000 klub Sutjeska Nikšić okazał się – jak mówił Dragomir Okuka – „rewelacją ligi”: zakończył rozgrywki na piątym miejscu i awansował do Pucharu Intertoto.

### 2000–2002: Slawia Sofia
Później związał się na jakiś czas z bułgarską Slawią Sofia. Pracował w tym klubie dwukrotnie: w 2000 i w latach 2001–2002. Za pierwszym razem zrezygnował po piętnastu meczach, zostawiając Slawię na szóstym miejscu w tabeli. Powodem dymisji miały być kwestie finansowe. Drugi raz przyszedł do zespołu, kiedy ten zajmował jedną z ostatnich lokat w lidze. Po zakończeniu sezonu Slawia była piąta, a Olarević jako pierwszy trener od ośmiu lat poprowadził ją do ligowego zwycięstwa nad CSKA Sofia. Kolejne rozgrywki, 2001–2002, Slawia rozpoczęła równie dobrze: po rundzie jesiennej zajmowała czwarte miejsce. Jednak mimo to trener podał się do dymisji. Tłumaczył ją powodami rodzinnymi, ale dziennikarze pisali, że znów przyczyną mogły być sprawy finansowe (klub zalegał z wypłatą pensji).

### 2003: Wydad Casablanca i Zagłębie Lubin
„Naprawdę jesteśmy zadowoleni z tego, co zrobił trener Olarević. Zostawił tu sporo zdrowia, niemało też osiągnął. Do jego warsztatu nie ma żadnych zastrzeżeń.”

Znalazł zatrudnienie w marokańskim Wydadzie Casablanca, ale szybko z tej pracy zrezygnował.
W lipcu 2003 został trenerem Zagłębia Lubin, który właśnie spadł do II ligi. Wybrał ofertę z Polski, chociaż otrzymał też propozycje z Sudanu i Jugosławii. Zastąpił Adama Topolskiego. Według dziennikarzy na jego zatrudnienie wpływ miały sukcesy jego rodaka Dragomira Okuki w Legii Warszawa.
W czasie swojej kilkumiesięcznej pracy Serb podjął kilka kontrowersyjnych decyzji. Jednego z liderów zespołu, Ireneusza Kowalskiego, przesunął do czwartoligowych rezerw, często zmieniał ustawienie i zawodników z pierwszej jedenastki. Nie potrafił wyciszyć konfliktu między starymi i nowymi piłkarzami. Ponadto w czasie konferencji prasowej po meczu z Ceramiką Opoczno nazwał piłkarzy i działaczy tego klubu „burakami”.
Dlatego też mimo dobrych wyników w lidze (czwarte miejsce na koniec rundy jesiennej sezonu 2003–2004) na początku grudnia 2003 został zwolniony. Jego miejsce zajął Chorwat Dražen Besek, który następnie wprowadził Zagłębie do ekstraklasy.
Od tego czasu Olarević nie pracował w żadnym klubie.

## Sukcesy
| Kariera piłkarska - Lille OSC: - awans do Première Division w sezonie 1977–1978 - Olympique Marsylia: - awans do Première Division w sezonie 1983–1984 | Kariera szkoleniowa - Olympique Marsylia: - finał Pucharu Francji 1986 - Sutjeska Nikšić: - piąte miejsce w ekstraklasie serbskiej w sezonie 1999–2000 i awans do Pucharu Intertoto - Slawia Sofia: - szóste miejsce w ekstraklasie bułgarskiej w sezonie 2000–2001 |